# Skötklobben (Saltvik, Åland)
Skötklobben är ett skär i Åland (Finland). Det ligger i Skärgårdshavet och i kommunen Saltvik i landskapet Åland, i den sydvästra delen av landet. Ön ligger omkring 41 kilometer norr om Mariehamn och omkring 270 kilometer väster om Helsingfors.
Öns area är 2,2 hektar och dess största längd är 290 meter i nord-sydlig riktning. Trakten är glest befolkad. Närmaste större samhälle är Saltvik, 19,3 km söder om Skötklobben.

## Klimat
Klimatet i området är tempererat. Årsmedeltemperaturen i trakten är 6 °C. Den varmaste månaden är augusti, då medeltemperaturen är 16 °C, och den kallaste är februari, med 0 °C.